# 임진강
임진강(臨津江)은 강원도 법동군 두류산 남사면 마식령 근처에서 발원하여 한반도 중부를 거쳐 경기도 파주시 문산읍에서 한강과 합류하는 한강의 지류이다. 한강과 합쳐진 뒤 한강하구를 이루며 김포반도를 거쳐 황해로 흐른다.

## 어원
임진(臨津)은 다다른 나루, 즉 강의 제일 하류에 있는 나루라는 의미이다. 토박이말로는 "더덜나루", "다달나루"라고 불렸다. 삼국 시대에는 고구려의 진임현(津臨縣)이 있었고 다른 말로는 오가홀(烏呵忽)로 불렸다. 신라가 이 지역을 지배한 뒤 임진현으로 개명하였고 조선시대까지 존속하였다. 임진현은 1914년 4월 1일 행정구역 폐합 때 군내면에 편입되었고, 이후 오늘날 문산읍이 되었다. 강의 이름은 이 임진현에서 유래한 것이다.

## 수역

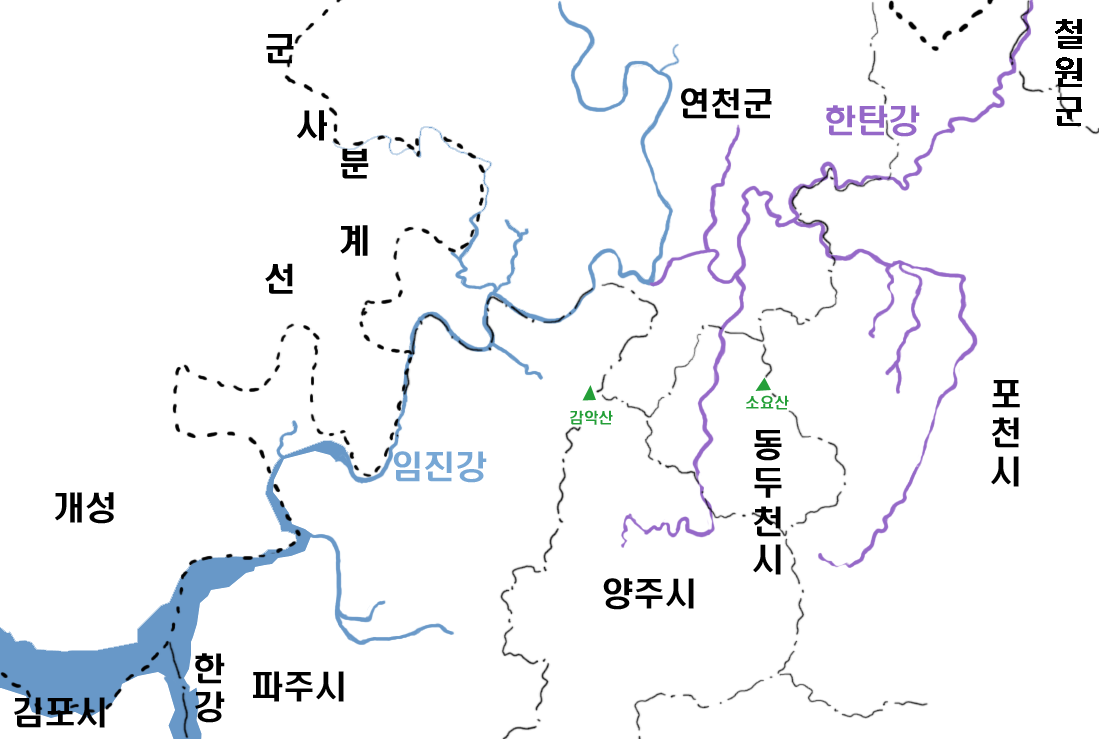
임진강과 한탄강의 수계

임진강의 발원지는 마식령 또는 두류산으로 소개되고 있다. 둘다 강원도 법동군에 속하는 같은 지역을 가리킨다.
임진강은 길이 254.6 km 수역 면적 8,117 km2로 연천군에서 가장 큰 지류인 한탄강과 합류한 후 신천천 문산천 등의 지류가 유입되고 개성시를 통과하는 설계천까지 합류한 다음 김포반도 북쪽에서 한강 하류로 유입된다. 수역의 전체 면적 가운데 군사분계선 이남은 약 3,008km2, 이북은 5,108.8km2이다.
임진강은 연천군과 파주시의 상수도 수원이자, 농업 용수 공급을 담당하고 있다. 이 때문에 수질 오염에 대한 단속과 관리가 지속적으로 이루어 지고 있다.

## 지리
임진강과 그 지류인 한탄강은 많은 구간에서 추가령 구조곡의 용암대지를 침식하며 발달하였다. 추가령 구조곡은 분수계가 복잡하여 남대천, 북한강, 임진강, 한탄강의 수계가 어지러이 섞여 있다. 특히 한탄강은 기반암의 침식으로 생긴 하천 위를 오리산에서 발원한 용암대지가 완전히 덮은 뒤로 다시 침식이 일어나 좁은 현무암 협곡이 발달하였다. 이에 비해 임진강은 대보 조산운동 등에 의해 형성된 화강암과 용암대지가 차별 침식을 겪으면서 형성되어 지역마다 지질 구조가 다른 특징을 보인다.

### 지질과 지형

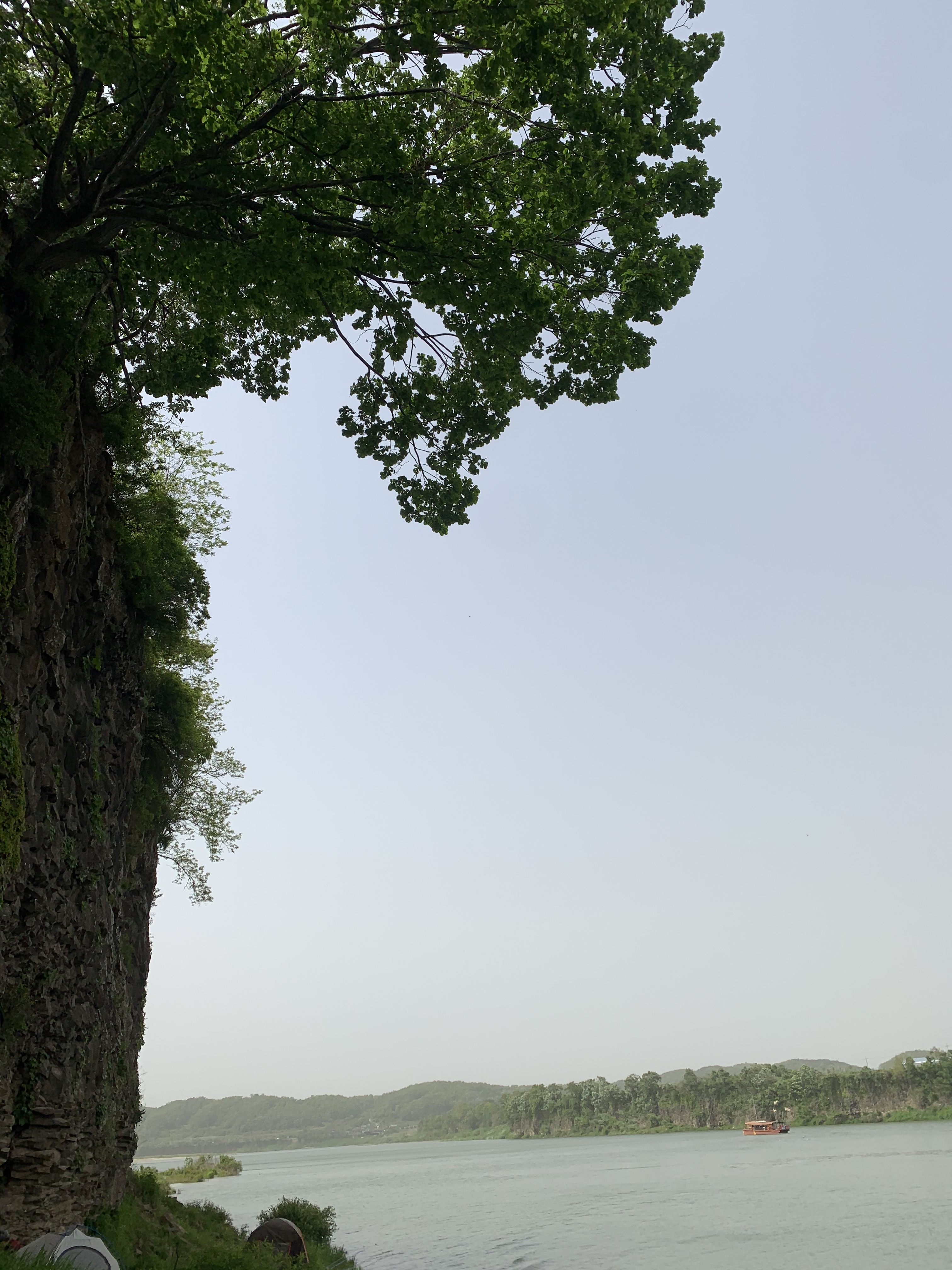
임진강 하류의 현무암 절벽

임진강의 기반암을 이루는 경기육괴는 선캄브리아기 시대에 형성된 오래된 지형이다. 쥐라기 시대에 있었던 대보 조산운동으로 화강암 층이 관입되었고, 신생대 제4기 시기에 오리산 등에서 분출한 용암이 기존에 형성된 협곡을 따라 흐르면서 용암대지를 형성하였다. 이후 다시 침식 작용이 일어나 현무암 주상절리를 들어낸 절벽을 끼고 흐르는 독특한 경관을 지니게 되었다. 현무암 협곡은 지류인 한탄강과 만나는 합수머리(도감포) 북쪽이 두드러져 임진적벽으로 불린다.
임진강은 마식령이 있는 두류산에서 발원하지만 대부분의 중상류 구간이 추가령 구조곡을 지난다. 추가령 구조곡은 서울과 원산 사이 약 160 km 정도의 직선 모양의 골짜기로 구조 운동에 의해 형성된 것이다. 추가령 구조곡의 용암대지는 산이 높게 솟구치는 격렬한 화산 활동이 아니라 약한 지반이 갈라진 틈으로 많은 양의 용암이 솟아 흐르는 열하분출(裂罅噴出, 땅이 갈라진 틈으로 마그마가 솟는 현상)에 의해 형성된 것이다. 추가령 구조곡을 덮고 있는 용암 대지 가운데 가장 큰 지역은 철원-평강 용암대지로 주로 평강군에 있는 해발 453 m의 오리산과 검불랑역 북쪽 근처 680m 봉우리를 잇는 선을 중심으로 분출되었다.
강원도의 고도가 높은 습곡 산맥에서 발원한 임진강은 비교적 곧게 흐르다가 용암대지 지역을 만나면서 복잡한 수계를 이루게 된다. 용암이 원래 있던 하천을 막아 버린 뒤 다시 침식 작용이 일어나면서 기존의 하천이 소실되거나 새로 생긴 하천의 패턴이 미성숙하고, 복잡한 분수계를 이루며 재편성하게 된다. 그 결과 임진강 중류와 지류인 한탄강 지역은 절벽을 깍으며 만들어진 좁은 협곡, 중간 중간 드러나는 소, 기존의 분수령이 막히면서 형성된 새로운 물길 등이 복잡하게 놓여있다. 이렇게 형성된 임진강 수계의 지형은 독특한 풍광과 함께 특색있는 생태권을 만드는 바탕이 되었다.

### 생태계
임진강은 중상류 지역 상당 부분이 군사분계선 북측인 조선민주주의인민공화국 내의 산지에 있고, 중하류는 군사분계선과 함께 비무장지대를 이루고 있어 별다른 개발이 이루어지지 않은 구간이 많다. 이에 따라 강변의 수면 습지와 근처 산림이 하나의 생태권을 형성하고 있다. 임진강에는 희귀 곤충, 멸종위기의 양서류 및 파충류, 다양한 조류와 포유류, 39종의 담수어가 살고 있으며 금강초롱, 왜솜다리를 비롯한 110여 종의 특산 식물이 자란다.
임진강은 경기 북부에서 강원도에 걸쳐 있어 쾨펜의 기후 구분으로 냉대 동계 소우 기후에 속한다. 홀로세 초기에는 오리나무가 주종을 이룬 가운데 소나무가 점차 증가하는 추세를 보였고 홀로세 후기로 올 수록 오리나무, 서어나무, 신갈나무와 같은 활엽수가 늘어나게 되었다. 한편, 임진강을 따라 형성된 습지에서는 애기가래, 갈대, 도루박이, 창포와 같은 여러 수생 식물들이 서식하고 있다.
임진강에는 청개구리, 참개구리, 산개구리와 같은 양서류와 이를 먹고 사는 구렁이, 그리고 물가에서 사는 남생이와 같은 파충류 들이 서식하고 있다. 최근 외래종인 붉은귀거북이 증가하여 생태계 교란의 원인으로 지목되고 있다.
임진강의 조류 생태는 겨울철에 세계적인 보호종인 두루미와 재두루미가 날아들고 검독수리와 같은 맹금류도 겨울철에 임진강을 찾는다.
임진강은 강원도의 높은 고지에서 출발하여 서해의 낮은 저지로 흐르면서 이리 저리 구부러져 하류에 많은 습지를 형성시켰고, 인간의 손길이 닿지 않은 지역이 많이 남아 있어 생물 다양성이 풍부한 생태권을 형성하고 있다.

#### 참게

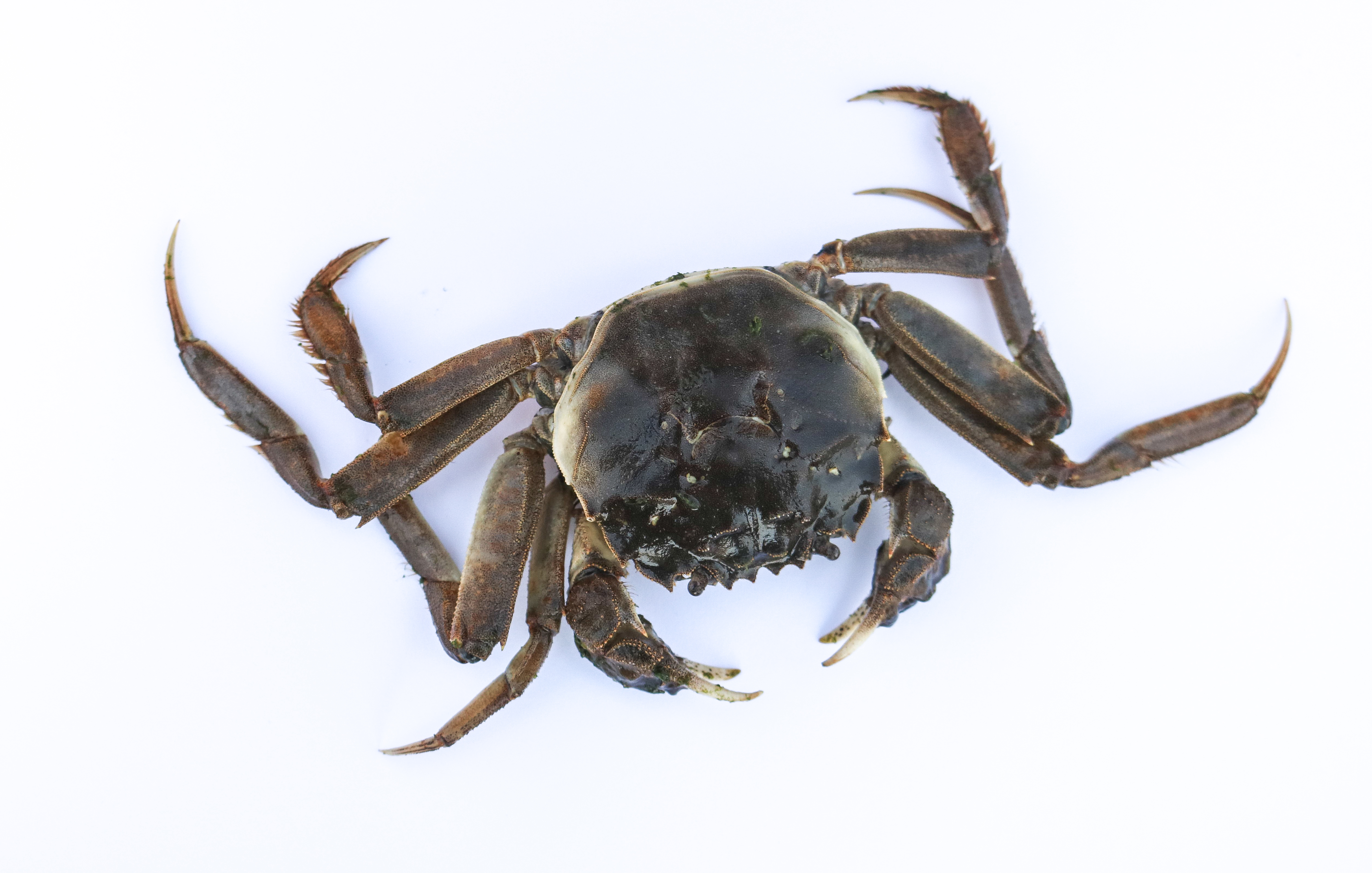
참게

참게는 임진강의 대표적인 민물 어업 대상이다. 강의 하류에 하는 참게는 《신증동국여지승람》이 편찬되었던 16세기 무렵에는 한반도 전역의 강 하구에서 채집되었으나, 산업화와 함께 진행된 하천의 오염으로 대한민국에서는 더 이상 자연 상태의 참게를 채취할 수 있는 곳이 남아 있지 않다.
임진강 역시 1980년대에 들어 지류인 한탄강 유역에 각종 오염원이 늘어나면서 더 이상 자연적인 참게 어업을 할 수 없는 지경에 이르렀다. 이후 임진강 수역에 대한 대대적인 오염원 단속 및 환경 정비와 함께 1997년 처음으로 어린 참게 9만6천 마리를 방류한 이후 해마다 참게를 방류한지 10여년 만인 2007년 연간 참게 어획량이 70 톤으로 회복되었다.
한국에서 참게는 주로 게장을 담구어 먹는다.

## 역사
임진강은 예성강, 한강과 함께 한반도 중부를 지나는 중요한 물줄기로 오래 전부터 사람들의 생활과 밀접한 관계를 맺어왔다. 임진강과 관련된 역사는 구석기시대부터 시작하여 한국 현대사에 이르기까지 계속되어 왔다.

### 선사 시대
임진강 수역에서 가장 오래된 사적은 연천 전곡리 유적이다. 연천군 전곡리는 한탄강이 임진강에 합류하는 합수머리에서 가까운 곳에 위치하고 있으며 구석기 유적의 발굴 지점은 한탄강 유역이다. 전곡리 유적이 발견되기 전까지 세계 고고학계는 아시아 동부의 구석기 문화가 아프리카 및 유라시아 서부의 구석기 문화와 별개로 진행되었다는 가설을 지지하고 있었으나, 전곡리에서 발견된 구석기가 아슐 문화의 형태를 띠고 있음이 확인되어 가설이 무너지게 되었다. 전곡리 선사유적이 발견된 토층은 제4기에 해당하는 약 10만년 전에서 2만년 전 무렵 사이에 형성된 것으로 현무암을 비롯한 여러 암석이 풍화되어 생성된 모레와 점토로 구성되어 있다. 토층 여러 층에서 토양 쐐기가 발견되어 이 시기 빙기와 간빙기가 여러 번 번갈아 찾아왔음을 알 수 있다.
1978년 전곡리 선사 유적의 발견 이후 임진강과 한탄강 주변에서 수 많은 구석기 및 신석기 유적이 발굴되었다. 1999년 홍수로 임진강이 범람한 뒤 연천군 삼거리에서 신석기에서 청동기에 걸쳐 사람이 머물러 살던 주거지가 발견되었다.
한반도에는 청동기 시대에 이르러 선돌이나 고인돌과 같은 거석기념물을 세우는 거석 문화가 들어섰다. 임진강 수역에도 상류인 강원도 판교군과 이천군에 고인돌이 밀집되어 있다. 특히 이천군 지하리에는 남북 2km, 동서 1km의 좁은 지역에 116기의 고인돌이 밀집되어 있다. 임진강 상류의 고인돌은 탁자식이 116기로 가장 많고 개석식이 59기이며 바둑판식은 발견되지 않는다.
원삼국 시대에 임진강 유역은 예맥계 문화가 자리잡고 있었고 연천 강내리 유적을 비롯한 다수의 주거 유적이 발굴되었다. 예맥계의 주거 지역은 시간이 지남에 따라 점차 외부에서 들어온 주거 형태로 대체되어 새로운 정치체의 영향력 아래에 들어갔음을 알 수 있게 한다. 삼국이 정립되는 시기가 되면 임진강 유역의 주요 지역은 위례성을 중심으로 한 한성 백제에 편입되었다.

### 삼국 시대

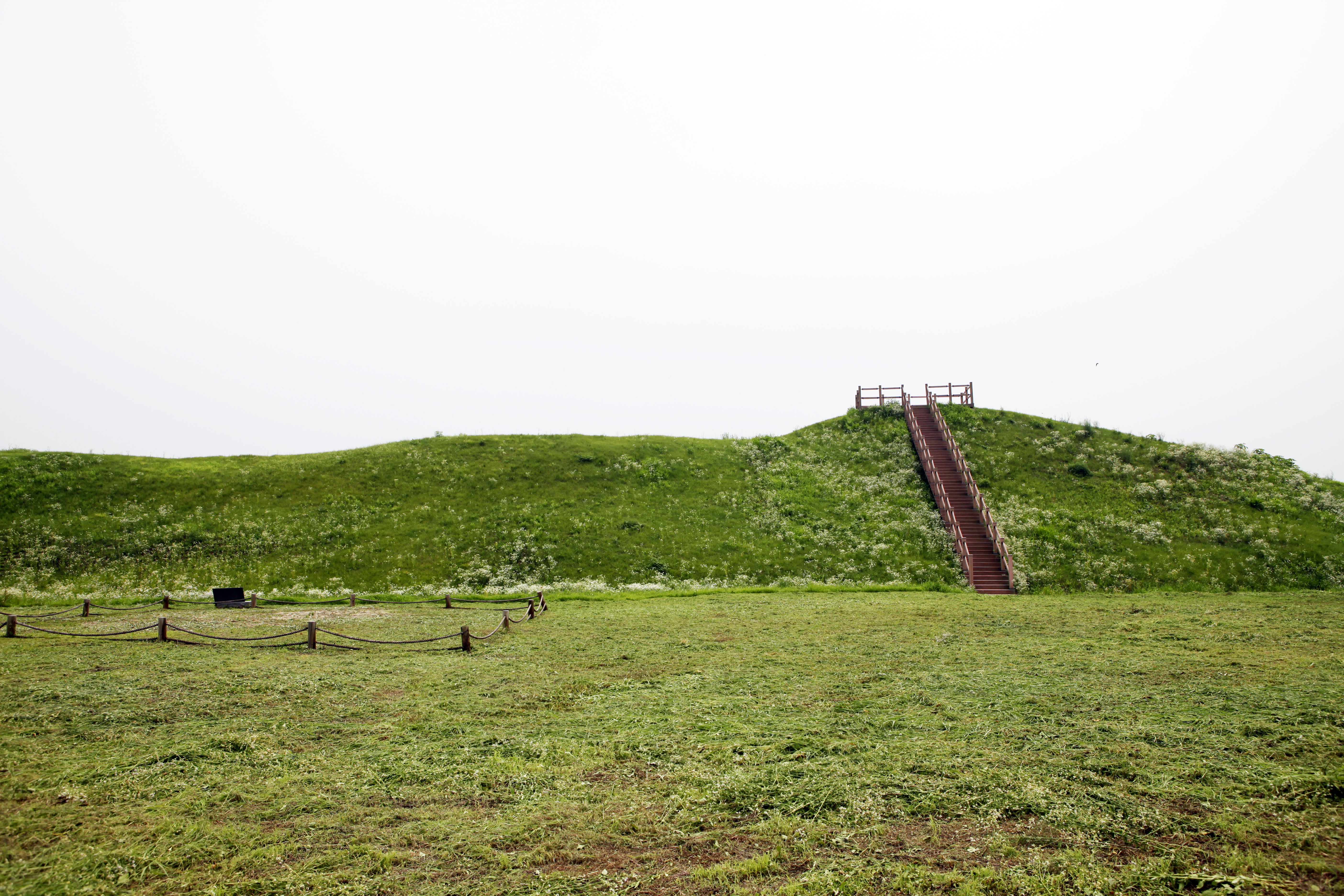
호로고루는 임진강변에 있는 고구려의 성곽이다.

삼국 시대의 임진강은 고구려, 백제, 신라의 국경이자 각축장이었다. 이에 따라 각국은 주요 나루를 중심으로 성곽을 쌓아 방어체계를 구축하고 대척하였다. 원삼국 시대에 이미 임진강 유역에 영향력을 행사하였던 백제는 475년 웅진으로 천도한 이후 임진강 유역에 대한 영향력을 잃었다. 7세기 중반 신라가 한강 유역을 점령하면서 고구려는 덕진산성, 호로고루와 같은 산성을 쌓았다. 신라계 성곽으로는 오두 산성 등이 남아 있다.
나당연합군이 고구려를 멸망시킨 뒤 당나라가 신라마저 점령하려 하자 신라와 당나라 군 사이에 전투가 벌어졌다. 이 전투 역시 임진강이 흐르는 경기 북부에서 이루어졌다.
고구려와 백제가 멸망한 뒤 신라는 임진강 유역의 고구려성을 개수하여 사용하였다. 이렇게 고구려 시기부터 있다가 신라의 성이 된 곳으로는 당포성과 같은 곳이 남아 있다. 임진강은 황해에서 임진현을 거처 철원에 이르는 운송로였기 때문에 곳곳의 요지 방어가 필요하였기 때문이다.

### 고려 시대
신라 하대 말이 되어 지방에 대한 장악력이 쇠퇴하자 각 지의 호족들이 이탈되는 후삼국 시대가 시작되었다. 궁예는 오늘날 철원군을 중심으로 태봉을 개국하였다. 궁예를 추종한 호족 가운데 개성의 해양 호족이었던 왕건이 있었다. 임진강은 해외 무역이 활발하였던 개성과 철원을 잇는 중요 수송로로 사용되었다. 결국 신라의 경순왕이 고려에 항복하여 고려 시대가 시작되었다. 경순왕릉은 임진강 중류 지역인 연천군에 있다.
고려 시대에 임진강 하류는 경기도에 속했고, 상류는 교주도에 속했다. 임진강은 고려의 수도 개경에서 동쪽에 있었기 때문에 동강이라고 불렸다.

### 조선 시대
조선이 수도를 서울로 옮긴 뒤 수운 운송로로서 임진강의 위상은 한강에 비해 낮아졌지만, 임진강은 여전히 주요 교통로였다. 특히 연천의 고랑포는 조선 말까지도 교통의 중심지로 발달하였으며 1930년대에는 화신백화점의 분점이 들어설 정도로 융성하였다.

#### 반구정
반구정은 황희가 임진강변에 세운 정자로 관직에서 물러난 뒤 여생을 기러기와 함께 보내겠다는 의미에서 반구정이란 이름을 붙였다. 조선 시대 내내 모래사장을 끼고 있는 명승으로 불렸으나 한국전쟁 때 소실되었다.

#### 화석정

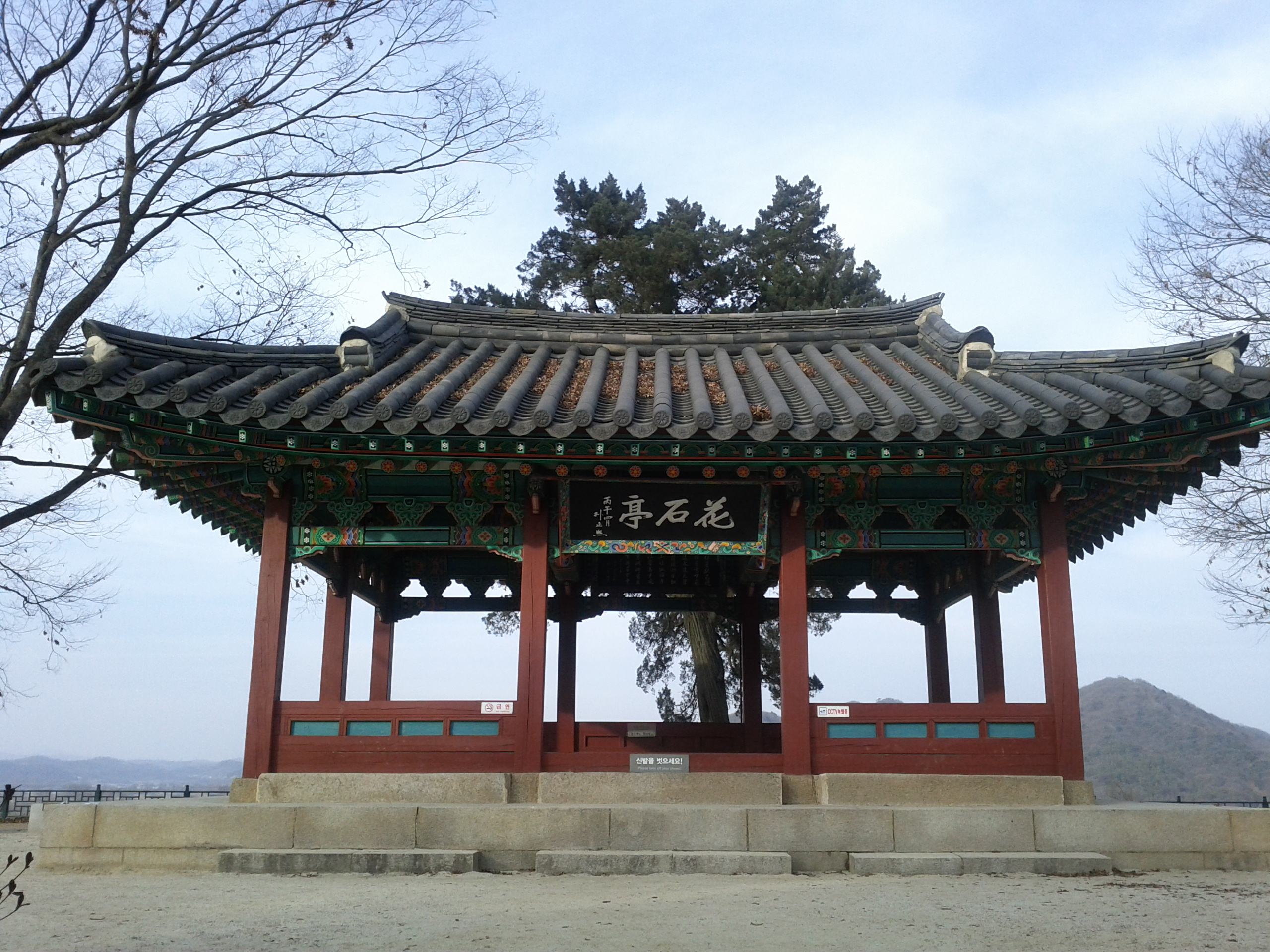
화석정

화석정은 이이와 얽힌 이야기가 전하는 임진강변의 정자이다. 1443년(세종 25년) 이이의 5대 조부인 이명신이 세운 것을 1478년(성종 9년) 이이의 증조부 이의석 보수하였고, 대사성을 지낸 이숙함이 화석정이라 이름 붙였다고 한다. 내부에 이이가 8세 때 화석정에서 지었다는 『팔세부시(八歲賦詩)』가 걸려 있다.
林亭秋已晩 / 騷客意無窮

숲에는 가을이 저물어 가매  /  시인의 시정은 그지없어라. 

遠水連天碧 / 霜楓向日紅

물빛은 하늘에 닿아 푸르고  /  단풍은 햇빛 따라 불타올라라. 

山吐孤輪月 / 江含萬里風

산에는 둥근 달이 솟아오르고  /  강에는 끝없는 바람 어려라. 

塞鴻何處去 / 聲斷暮雲中

기러기는 어디로 가는 것인가  /  저무는 구름 새로 소리 끊겨라.

임진강을 끼고 있는 파주에는 기호학파의 사족들이 많이 살았으며 율곡 이이 역시 대대로 이 지역의 사족이었다. 화석정은 이이 가문의 위상을 상징적으로 보여주는 건물이다.
임진왜란 와중에 화재로 전소되었는데 전하는 바로는 의주로 몽진하는 선조가 밤에 임진강을 건너자 뱃길을 밝히기 위해 태웠다는 전설이 있다. 1673년(현종 14년) 이이의 증손이 다시 세웠으나 한국전쟁 와중에 소실되었고 지금의 건물은 1966년 지역의 유학자들이 다시 세운 것을 1973년 단장한 것이다.

### 한국 전쟁 이후

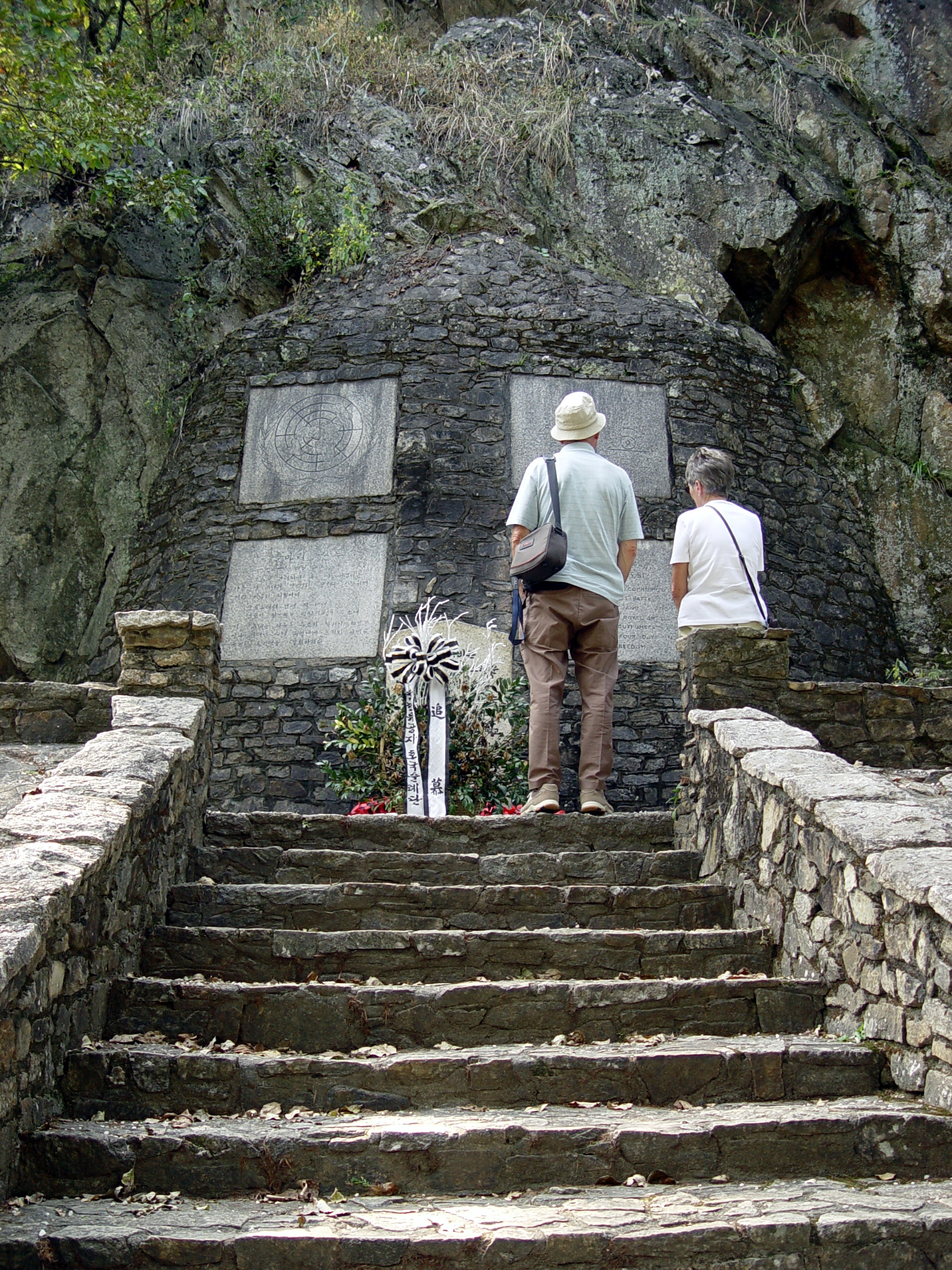
파주 영국군 설마리전투비

한국 전쟁 때에는 중공군이 서울 점령을 시도하면서 임진강에서 적성 전투가 벌어졌다. 한국 전쟁의 휴전 이후 임진강의 상당 부분은 군사분계선 이북에 포함되었고, 하류에는 임진강 자체가 군사분계선 역할을 하는 구역도 있다. 임진각은 임진강에서 이름을 따왔다.
임진강 중하류 유역이 대부분 비무장지대로 지정되면서 하천은 자연 습지 생태계의 보고가 되었지만, 군사적 긴장으로 인해 별다른 개발을 할 수 없었다. 임진강은 남북의 군사적 긴장이 높은 상황에서 1968년 김신조 등의 1·21 사태 당시 침투 루트로도 쓰였으며 이후 삼엄한 경비가 펼쳐지는 분단의 상징이 되었다.
2008년 경기도는 임진강의 생태계와 경관을 관광 자원으로 삼기 위한 기초 조사를 진행한 바 있다. 2009년 9월 6일 새벽 2시경 조선민주주의인민공화국 황강댐의 방류로 인명 피해(사망 6명)가 발생하였다. 이로 인해 한동안 잠잠하였던 조선민주주의인민공화국과 대한민국의 공동 하천 관리 문제가 수면 위로 올라왔다.
대한민국 정부는 임진강 유역의 남북 공동 개발을 추진하고 있지만 별 다른 진전은 없는 상태이다.

## 다리
아래는 강 하류에서 상류로 나열한 것이다.
- 임진강철교: 경의선 임진강역과 도라산역을 연결한다. 바로 옆에는 한국 전쟁 당시 파괴된 구 교각들이 놓여 있다.
- 통일대교: 임진각과 판문점을 연결한다.
- 전진교: 경기도 파주시 파평면과 진동면을 연결한다.
- 리비교: 경기도 파주시 파평면과 진동면을 연결한다.
- 장남교: 경기도 파주시 적성면과 연천군 장남면을 연결한다.
- 비룡대교: 경기도 파주시 적성면과 연천군 백학면을 연결한다.
- 삼화교: 경기도 연천군 미산면 강 남단과 북단을 연결한다.
- 임진교: 경기도 연천군 군남면과 미산면을 연결한다.
- 북삼교: 경기도 연천군 군남면과 왕징면 북삼리를 연결한다. 인근에 군남홍수조절지와 허브빌리지가 소재해 있다.
- 필승교: 경기도 연천군 중면 횡산리. 남측 임진강 최북단 교량으로 남방한계선 철책이 지나간다.

## 같이 보기
- 한탄강
- 한강
- 한국의 강
- 황강댐